# 11788 Nauchnyj
11788 Nauchnyj (1977 QN2) là một tiểu hành tinh vành đai chính được phát hiện ngày 21 tháng 8 năm 1977 bởi N. S. Chernykh ở Đài vật lý thiên văn Crimean.